# 1247. grenadirski polk (Wehrmacht)
1247. grenadirski polk (izvirno nemško 1247. Grenadier-Regiment; kratica 1247. GR) je bil pehotni polk Heera v času druge svetovne vojne.

## Zgodovina
Polk je bil ustanovljen 28. februarja 1945 v Naumburgu iz šolskih enot za obrambo Šlezije. Marca je bil preimenovan v 575. grenadirski polk.